# 1915년 극동 선수권 대회
1915년 극동 선수권 대회(영어: 1915 Far Eastern Games, 중국어: 1915年远东运动会)는 1915년 5월에 개최된 제2회 극동 선수권 대회이다. 중화민국 상하이에서 개최되었고, 중화민국, 필리핀, 일본 제국이 참가하였다.
```
이 대회부터 1927년 대회까지는 3개 나라가 개최국을 돌아가면서 대회를 하게 된다.
```

종목은 기본 8개 종목 외에 싸이클 한 종목이 추가되어 9개였으나, 이 대회를 끝으로 싸이클 종목은 사라지게 된다.